# صنوبرهای سوزان
صنوبرهای سوزان فیلمی به کارگردانی و نویسندگی عباس شیخ‌بابایی ساختهٔ سال ۱۳۶۸ است.

## خلاصه داستان
هفت خانواده در خانه‌ای قدیمی که به خراب آباد موسوم است زندگی فلاکت باری دارند. تنها لذت آن‌ها این است که هر شب با تلویزیون محمد، که پادوی تماشاخانه‌ای در لاله زار است، خود را سرگرم می‌کنند. روزی تلویزیون به سرقت برده می‌شود. منصور، برادر محمد و حاج عمو، صاحب خانه، به مستأجرها بدگمان می‌شوند و همهٔ اتاق‌های خانه‌های خراب آباد را جستجو می‌کنند، اما چیزی دستگیرشان نمی‌شود، تا این که روشن می‌شود دزد کسی جز صاحب تلویزیون نبوده‌است.

## بازیگران
- بیژن امکانیان
- مرتضی احمدی
- جمیله شیخی
- عبدالرضا اکبری
- بهزاد فراهانی
- صدرالدین شجره
- فریبا کوثری
- رحمان باقریان
- فریده سپاه‌منصور
- غلامرضا طباطبایی
- نسترن بوساک
- آتش تقی‌پور
- علی گلشن
- عباداله کریمی
- قاسم زارع
- پریسا روشن
- ندا گنجی
- آرام آهنگر
- درنا مدنی
- اسماعیل فومنی